# П'єр Коло
П'єр Коло (Pierre Colot) (1942) — бельгійський дипломат. Надзвичайний і Повноважний Посол Королівства Бельгія в Україні.

## Біографія
Народився у 1942 році у Брюсселі. Закінчив Інститут політичних і соціальних наук. Доктор правових наук.
З 1971 по 1981 — співробітник МЗС Бельгії.
З 1981 по 1985 — перший секретар, радник Посольства Бельгії у Данії.
З 1985 по 1989 — міністр-радник Посольства Бельгії у Нідерландах.
З 1989 по 1992 — Міністерство закордонних справ Бельгії.
З 1992 по 1994 — Надзвичайний і Повноважний Посол Бельгії у Бурунді.
З 1994 по 1997 — Надзвичайний і Повноважний Посол Бельгії у Кот-д'Івуарі.
З 1997 по 2000 — Надзвичайний і Повноважний Посол Бельгії у Саудівській Аравії.
З 2000 по 2003 — в апараті Міністерства закордонних справ Бельгії.
З 2003 по 2006 — Надзвичайний і Повноважний Посол Королівства Бельгія в Україні.